# Hubert Lefèbvre
Hubert Jean Daniel Lefèbvre (ur. 29 listopada 1878 w Paryżu, zm. 26 września 1937 w Labaroche) – francuski rugbysta, olimpijczyk, zdobywca złotego medalu w turnieju rugby union na Letnich Igrzyskach Olimpijskich w 1900 roku w Paryżu, mistrz Francji w 1900 i 1902 roku; inżynier.
W randze kapitana służył w I wojnie światowej, następnie pracował w branży budowlanej.

## Kariera sportowa
W trakcie kariery sportowej reprezentował klub Racing Club de France, z którym zdobył tytuły mistrza Francji w 1900 i 1902 roku.
Ze złożoną z paryskich zawodników reprezentacją Francji zagrał w turnieju rugby union na Letnich Igrzyskach Olimpijskich 1900. Wystąpił w obu meczach tych zawodów, w których Francuzi pokonali 14 października Niemców 27:17, a dwa tygodnie później Brytyjczyków 27:8. Wygrywając oba pojedynki Francuzi zwyciężyli w turnieju zdobywając tym samym złote medale igrzysk.